# Pseudophacopteron flocossa
Pseudophacopteron flocossa är en insektsart som först beskrevs av Crawford 1915.  Pseudophacopteron flocossa ingår i släktet Pseudophacopteron och familjen Phacopteronidae. Inga underarter finns listade i Catalogue of Life.